# Trikomo
Trikomo (in greco Τρίκωμο?; in turco :Yeni İskele) è una cittadina di Cipro. È sotto il controllo de facto di Cipro del Nord ed è il centro amministrativo del distretto di Iskele di Cipro del Nord, che si estende principalmente nella penisola del Karpas, mentre de iure appartiene al distretto di Famagosta della Repubblica di Cipro. Ha ottenuto lo status di comune nel 1998. Prima del 1974 Trikomo era un villaggio misto a maggioranza greco-cipriota.
Nel 2011 Trikomo aveva 1 948 abitanti.

## Geografia fisica
Trikomo è situato nella parte nord-orientale della  pianura della Messaria, 9 km a sud del villaggio di  Ardana, circa due chilometri dalla baia di Famagosta e  quattro chilometri a nord-ovest del villaggio di Sygkrasi.

## Origini del nome
In greco Trikomo significa "tre case". Nel 1975 i turco-ciprioti la ribattezzarono Yeni İskele per ricordare le origini degli attuali abitanti della cittadina. A Larnaca prima del 1974 i turchi ciprioti risiedevano nel quartiere chiamato Skala ("İskele" in turco), così che quando si stabilirono nel villaggio lo ribattezzarono con lo stesso nome (lett. "Nuovo İskele", poi abbreviato in İskele). Yeni significa "nuovo", quindi Yeni İskele significa letteralmente "Nuova Scala/İskele".

## Storia
Prima dell'invasione turca di Cipro del 1974, la popolazione di Trikomo consisteva quasi interamente di greci ciprioti, la maggior parte dei quali fuggì durante il conflitto mentre gli altri furono successivamente deportati al sud.  Fra questi, degno di menzione è Georgios Grivas (1898-1974), generale dell'esercito greco, leader dell'organizzazione di guerriglia EOKA protagonista della lotta di liberazione contro gli inglesi e dell'organizzazione paramilitare EOKA B.
Il comune turco-cipriota di Larnaca che era stato fondato nel 1958 si trasferì a Trikomo nel 1974, subito dopo l'invasione turca dell'isola.

## Monumenti e luoghi d'interesse

### Architetture religiose

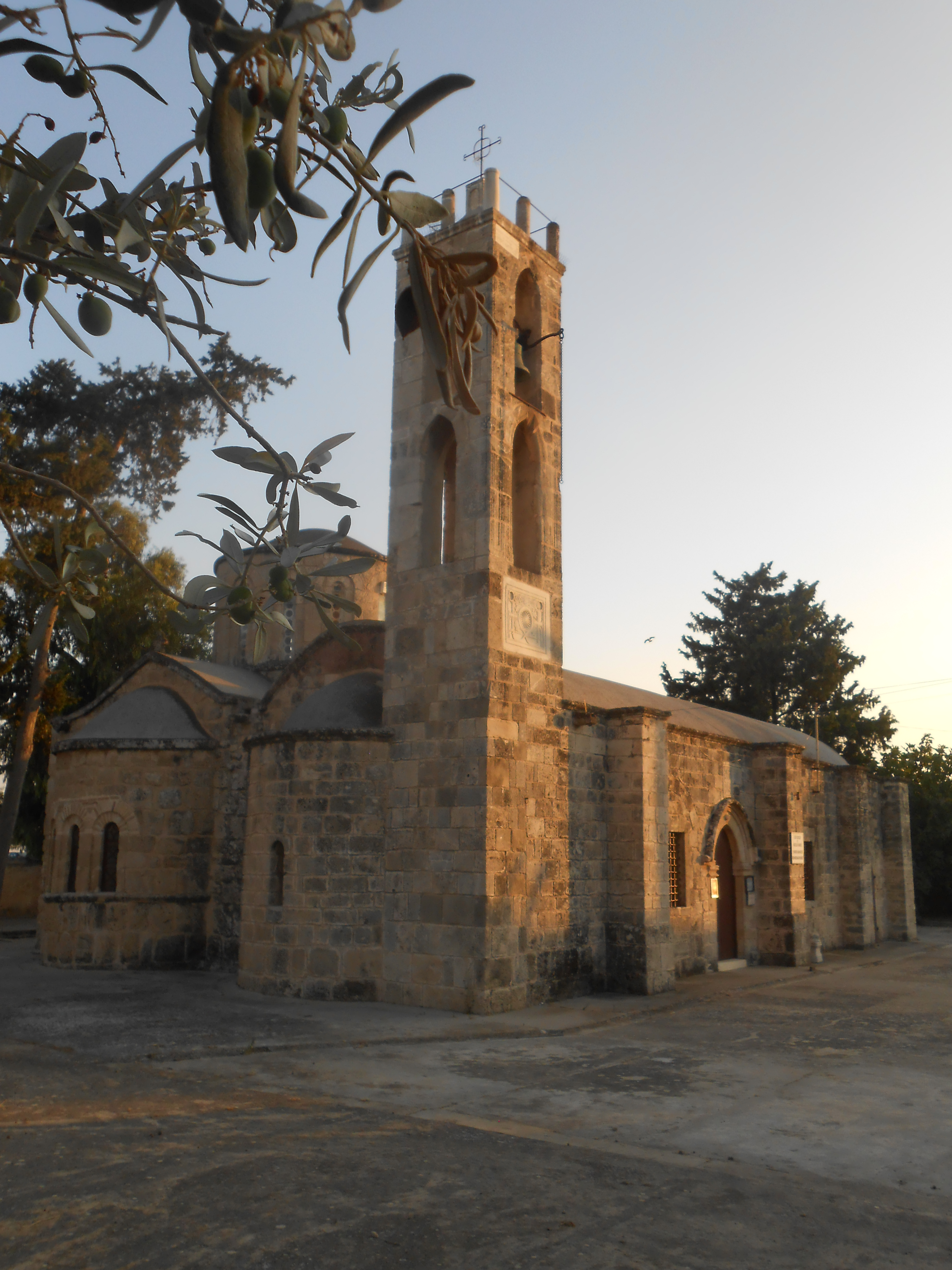
Panagia Theotokos a İskele (Trikomo)

A Trikomo si trova la Chiesa della Panagia Theotokos, sconsacrata e sede di un museo di icone che mostra rari esempi di iconografia medievale a Cipro. La chiesa è divisa in due sezioni, una ortodossa e una cattolica. La prima è la più antica, risalendo all'epoca bizantina, mentre la seconda fu costruita nel XII secolo,  durante il periodo in cui l'isola era governata dai Lusignano.

## Società

### Evoluzione demografica
Prima del 1974 Trikomo era un villaggio misto a maggioranza greco-cipriota. Nel censimento ottomano del 1831, i musulmani costituivano circa il 18,4% della popolazione. Tuttavia, nel 1891 questa percentuale scese significativamente al 3,4%. Nella prima metà del XX secolo la popolazione del villaggio è aumentata costantemente, passando da 1 247 abitanti nel 1901 a 2.195 nel 1960.
La maggior parte dei greco-ciprioti di Trikomo fu sfollata nell'agosto del 1974, anche se alcuni rimasero in città dopo che l'esercito turco prese il controllo. Nell'ottobre del 1975 c'erano ancora 92 greco-ciprioti nella città, ma nel 1978 furono trasferiti sul lato sud della Linea Verde. Attualmente, come il resto dei greco-ciprioti sfollati, i greco-ciprioti di Trikomo sono sparsi in tutto il sud dell'isola, soprattutto nelle città. Il numero di greco-ciprioti di Trikomo sfollati nel 1974-78 era di circa 2.330 (2.323 nel censimento del 1960).
Oggi il villaggio è abitato principalmente da sfollati turco-ciprioti provenienti dal sud dell'isola, soprattutto dalla città di Larnaca e dal suo distretto. Nel 1976-77 si sono insediate nel villaggio anche alcune famiglie provenienti dalla Turchia, soprattutto dalla provincia di Adana. Dagli anni 2000, molti cittadini europei, turchi e turco-ciprioti benestanti provenienti da altre zone del nord dell'isola (compresi i rimpatriati dall'estero) hanno acquistato proprietà, costruito case e si sono stabiliti nelle vicinanze della città. Secondo il censimento turco-cipriota del 2006, la popolazione di Trikomo/İskele era di 3 657 abitanti.

## Cultura

### Eventi
La città ospita annualmente il Festival d'Iskele, che si svolge per dieci giorni in estate, ed è il più antico festival annuale di Cipro, essendosi tenuto per la prima volta a Larnaca nel 1968. Nel 1974, la manifestazione fu spostata a Trikomo insieme agli abitanti turco-ciprioti di Larnaca che vi si erano trasferiti. Il programma comprende un festival internazionale di danze popolari, concerti di musicisti turco-ciprioti e turchi del continente, vari tornei sportivi, bancarelle che offrono cibo e competizioni varie, insieme ad altri spettacoli e concorsi che evidenziano il patrimonio culturale della città.

## Amministrazione
L'attuale sindaco della città è Hasan Sadıkoğlu, eletto per la prima volta nel 2014 come candidato indipendente. Esso è stato rieletto nel 2018 come candidato del Partito di Unità Nazionale (UBP) di destra, vincendo con il 54,6% dei voti. Nelle elezioni locali del 2018, nel consiglio comunale di otto membri sono stati eletti quattro membri dell'UBP, due membri del Partito della Rinascita pro coloni (YDP) e due membri del Partito Repubblicano Turco (CTP) di sinistra.

### Gemellaggi
Trikomo è gemellata con:
- Beykoz, Istanbul [12]
- Büyükçekmece, Istanbul [13]
- Finike, Antalya, dal 2015 [14]
- Mamak, Ankara [15]
- Pendik, Istanbul [16]
- Samsun, dal 2006 [17]

## Sport

### Calcio
Il club sportivo turco-cipriota Larnaka Gençler Birliği (chiamato anche İskele Gençlerbirliği) è stato fondato nel 1934 a Larnaca, e nella stagione 2018-19 giocava nella Süper Lig della Federazione calcistica di Cipro del Nord.